# Европско првенство у атлетици на отвореном 1946 — 100 метара за жене
Такмичење у трци на 100 метара' у женској конкуренцији на 3. Европском првенству у атлетици 1946. у Ослу одржано је 22. августа. на Бислет Стадиону
Титулу освојену у Бечу 1938, бранила је Станислава Валасјевич из Пољске.

## Земље учеснице
Учествовала је 20 такмичарки из 9 земаља.
1. Данска (1)
2. Норвешка (2)
3. Пољска (3)
4. Совјетски Савез (1)
5. Уједињено Краљевство (3)
6. Француска (2)
7. Холандија  (3)
8. Чехословачка (2)
9. Шведска (3)

## Рекорди
| Рекорди пре почетка Европског првенства 1946.     | Рекорди пре почетка Европског првенства 1946. | Рекорди пре почетка Европског првенства 1946. | Рекорди пре почетка Европског првенства 1946. | Рекорди пре почетка Европског првенства 1946. | Рекорди пре почетка Европског првенства 1946. |
| ------------------------------------------------- | --------------------------------------------- | --------------------------------------------- | --------------------------------------------- | --------------------------------------------- | --------------------------------------------- |
| Светски рекорд                                    | Хелен Стивенс САД                             | 11,6                                          | Кансас Сити, САД                              | 8. јун 1935.                                  |                                               |
| Светски рекорд                                    | Станислава Валасјевич Пољска                  | 11,6                                          | Варшава Пољска                                | 3. август 1937.                               |                                               |
| Европски рекорд                                   | Станислава Валасјевич Пољска                  | 11,6                                          | Варшава Пољска                                | 3. август 1937.                               |                                               |
| Рекорди Европских првенстава                      | Станислава Валасјевич Пољска                  | 11,9                                          | Беч Аустрија                                  | 17. септембар 1938.                           |                                               |
| Рекорди после завршетка Европског првенства 1946. |                                               |                                               |                                               |                                               |                                               |
| Рекорди Европских првенстава                      | Јевгенија Сеченова Совјетски Савез            | =11,9                                         | Осло Норвешка                                 | 22. август 1946.                              |                                               |

## Резултати

### Квалификације
Квалификације су одржане 22. августа 1946. са почетком у 17,25 часова. Двадесет такмичарки подењене су у 4 квалификационе групе, по три првопласиране из ових група пласирале су се у полуфинале (КВ). 
| Место | Група | Атлетичарка                | Земља                | Резултат | Бел. |
| ----- | ----- | -------------------------- | -------------------- | -------- | ---- |
| 1.    | 2     | Јевгенија Сеченова         | Совјетски савез      | 12,0     | КВ   |
| 2.    | 3     | Винифред Џордан            | Уједињено Краљевство | 12,2     | КВ   |
| 3.    | 4     | Клер Брезоле               | Француска            | 12,2     | КВ   |
| 4.    | 4     | Герда ван дер Каде-Каудајс | Холандија            | 12,3     | КВ   |
| 5.    | 1     | Фани Бланкерс-Кун          | Холандија            | 12,4     | КВ   |
| 6.    | 2     | Нети Тимер                 | { Холандија          | 12,4     | КВ   |
| 7.    | 2     | Морин Гарднер              | Уједињено Краљевство | 12,5     | КВ   |
| 8.    | 4.    | Ан-Брит Лејман             | Шведска              | 12,4     | КВ   |
| 9.    | 2     | Грета Магнусон             | Шведска              | 12,5     |      |
| 10.   | 3     | Станислава Валасјевич      | Пољска               | 12,5     | КВ   |
| 11.   | 3.    | Вера Бемова                | Чехословачка         | 12,5     | КВ   |
| 12.   | 1     | Хилде Никсен               | Данска               | 12,5     | НР   |
| 13.   | 2     | Солвејг Томс               | Норвешка             | 12,6     |      |
| 14.   | 2     | Дана Хиклова               | Чехословачка         | 12,7     |      |
| 15.   | 2     | Силвија Чизман             | Уједињено Краљевство | 12,8     | КВ   |
| 16.   | 1     | Моник Дријон               | Француска            | `12,9    |      |
| 17.   | 1     | Мјечислава Модер           | Пољска               | 13,0     |      |
| 18.   | 3     | Керстин Јосефсон           | Шведска              | 13,0     |      |
| 19.   | 1     | Лив Паулсен                | Норвешка             | 13,2     |      |
| 20.   | 1     | Ирена Хејдуцкар            | Пољска               | 13,2     |      |

### Полуфинале
Дванаест тачкмичарки подељене су у две полуфиналне групе. По три првопласиране из обе групе пласиале су се у финале (КВ).
| Место | Група | Атлетичар                  | Земља                | Резултат | Бел. |
| ----- | ----- | -------------------------- | -------------------- | -------- | ---- |
| 1.    | 1     | Јевгенија Сеченова         | Совјетски савез      | 12,0     | КВ   |
| 2.    | 2     | Морин Гарднер              | Уједињено Краљевство | 12,2     | КВ   |
| 3.    | 2     | Клер Брезоле               | Француска            | 12,3     | КВ   |
| 4.    | 2     | Ан-Брит Лејман             | Шведска              | 12,3     | КВ   |
| 5.    | 1     | Винифред Џордан            | Уједињено Краљевство | 12,4     | КВ   |
| 6.    | 2     | Герда ван дер Каде-Каудајс | Холандија            | 12,5     | КВ   |
| 7.    | 1     | Нети Тимер                 | Холандија            | 12,6     |      |
| 8.    | 2     | Станислава Валасјевич      | Пољска               | 12,6     |      |
| 9.    | 1.    | Силвија Чизман             | Уједињено Краљевство | 12,7     |      |
| 10.   | 1.    | Вера Бемова                | Чехословачка         | 12,7     |      |
| 11.   | 2.    | Моник Дрилон               | Норвешка             | 12,7     |      |
| -     | 2.    | Фани Бланкерс-Кун          | Холандија            | НЗ       |      |

### Финале
И финална трка је одржана истог дана 22. августа.
| Место | Атлетичар                  | Земља                | Резултат | Бел. |
| ----- | -------------------------- | -------------------- | -------- | ---- |
|       | Јевгенија Сеченова         | Совјетски савез      | 11,9     | =РЕП |
|       | Винифред Џордан            | Уједињено Краљевство | 12,2     |      |
|       | Клер Брезоле               | Француска            | 12,2     |      |
| 4     | Ан-Брит Лејман             | Шведска              | 12,2     |      |
| 5.    | Морин Гарднер              | Уједињено Краљевство | 12,2     |      |
| 6.    | Герда ван дер Каде-Каудајс | Холандија            | 12,4     |      |

## Укупни биланс медаља у трци на 100 метара за жене после 3. Европског првенства 1938—1946.[2]
|    | Земља                |   |   |   |   |
| -- | -------------------- | - | - | - | - |
| 1. | Пољска               | 1 | 0 | 0 | 1 |
| 2. | Совјетски Савез      | 1 | 0 | 0 | 1 |
| 3, | Немачка}             | 0 | 1 | 0 | 1 |
| 3, | Уједињено Краљевство | 0 | 1 | 0 | 1 |
| 5. | Холандија            | 0 | 0 | 1 | 1 |
| 5. | Француска            | 0 | 0 | 1 | 1 |
|    | Укупно {6}           | 2 | 2 | 2 | 6 |

|                                       | Атлетичарка                           | Земља                                 |                                       |                                       |                                       |                                       |
| Није био вишеструких освајача медаља. | Није био вишеструких освајача медаља. | Није био вишеструких освајача медаља. | Није био вишеструких освајача медаља. | Није био вишеструких освајача медаља. | Није био вишеструких освајача медаља. | Није био вишеструких освајача медаља. |
| ------------------------------------- | ------------------------------------- | ------------------------------------- | ------------------------------------- | ------------------------------------- | ------------------------------------- | ------------------------------------- |